# Jurryt van de Vooren
Jurryt van de Vooren (Dieren, 26 april 1969) is een Nederlands historicus, gespecialiseerd in de geschiedenis van de sport.

## Opleiding
Van de Vooren volgde havo en vwo aan het Stedelijk Lyceum Zutphen en studeerde van 1989 tot 1996 moderne geschiedenis en politicologie aan de Universiteit van Amsterdam. Van 1991 tot en met 1993 was hij bestuurslid van de Amsterdamse studentenvakbond ASVA. Hij studeerde in 1996 af met de eindscriptie Feyenoord in de periode 1933-1945  en begon daarna als sporthistoricus.

## Media
De journalistieke carrière van Van de Vooren begon in 1993 bij de  Lokale Nieuwsdienst Amsterdam waar hij jarenlang presentator is geweest van het actualiteitenprogramma en het sportprogramma. Bij deze radiozender deed hij ook enige jaren verslag van de wedstrijden van Ajax. Van de Vooren werkt sinds 1997 als freelancer voor onder meer voor NPO Geschiedenis, NRC Handelsblad, Het Parool en Trouw. Hij maakte tussen 2000 en 2003 enkele radiodocumentaires voor NOS Langs de Lijn over sport in de Tweede Wereldoorlog, samen met Robbert Meeder. Hij is samen met oprichter Micha Peters eigenaar van Sportgeschiedenis.nl, een audiovisueel onderzoeksplatform over sportgeschiedenis. Hij was of is columnist op zijn onderzoeksterrein bij diverse media, waaronder NRC Handelsblad, NU.nl, Sport & Strategie en Trouw, en sinds 2008 is hij betrokken bij Andere Tijden Sport, onder meer als webredacteur. Ook treedt hij regelmatig in Nederlandse media op als commentator bij onderwerpen die met sportgeschiedenis te maken hebben en is hij auteur van diverse boeken op dit gebied.

## Musea en overige
Van de Vooren is sinds het begin in 2005 betrokken bij de Nationale Sportherdenking bij het Olympisch Stadion in Amsterdam en was van 2005 tot 2015 betrokken bij het beheer van het complex, onder meer als verantwoordelijke voor sportmuseum Olympic Experience Amsterdam. Hij is mede-initiatiefnemer van de Nico Scheepmaker Beker, waarvoor hij van 2005 tot en met 2016 in de organisatie zat. Voor Museum Rotterdam was hij gastconservator van de expositie Girlpower, die liep van september 2019 tot en met maart 2020. In deze tentoonstelling werden de belangrijkste Rotterdamse sportvrouwen belicht. Op 15 januari 2020 lanceerde Van de Vooren in het Fries Scheepvaart Museum in Sneek de eerste "Dag van de Elfstedentocht", bedoeld om in Nederland de herinnering aan de Elfstedentocht in leven te houden.
In 2022 werkte hij in het comité Cancel Qatar samen met cabaretier Freek de Jonge bij het organiseren van een petitie die opriep tot een Nederlandse boycot van het Wereldkampioenschap voetbal 2022 in Qatar, vanwege de mensenrechtenschendingen bij de bouw van de stadions en andere faciliteiten voor dat toernooi. Deze petitie werd door De Jonge aangeboden aan de KNVB, maar had geen invloed op de Nederlandse deelname aan het WK.